# Campeonato Mundial de Tiro de 1905
El IX Campeonato Mundial de Tiro se celebró en Bruselas (Bélgica) en el año 1905 bajo la organización de la Federación Internacional de Tiro Deportivo (ISSF) y la Real Federación Belga de Tiro Deportivo.

## Resultados

### Masculino
| Evento                             | Oro                                             | Plata                                     | Bronce                                    |
| ---------------------------------- | ----------------------------------------------- | ----------------------------------------- | ----------------------------------------- |
| Rifle 3 posiciones 300 m           | Charles Paumier du Verger · Bélgica · 1004 pts. | Konrad Stäheli · Suiza · 973 pts.         | Louis Richardet · Suiza · 972 pts.        |
| Rifle 3 posiciones 300 m (equipos) | Suiza · 4737                                    | Bélgica · 4626                            | Francia 4548                              |
| Rifle en pos. tendida 300 m        | Charles Paumier du Verger · Bélgica · 350       | Uilke Vuurman · Países Bajos · 343        | Eugène Balme Francia 339                  |
| Rifle en pos. de rodillas 300 m    | Louis Richardet · Suiza · 340                   | Edouard Myin · Bélgica · 333              | Charles Paumier du Verger · Bélgica · 332 |
| Rifle en pos. de pie 300 m         | Paul Van Asbroek · Bélgica · 326                | Charles Paumier du Verger · Bélgica · 322 | Van den Branden · Bélgica · 308           |
| Pistola 50 m                       | Julien Van Asbroek · Bélgica · 507              | Paul Van Asbroek · Bélgica · 504          | Charles Paumier du Verger · Bélgica · 502 |
| Pistola 50 m (equipos)             | Bélgica · 2486                                  | Suiza · 2393                              | Francia 2382                              |

## Medallero
| Núm. | País         | Oro | Plata | Bronce | Total |
| ---- | ------------ | --- | ----- | ------ | ----- |
| 1    | Bélgica      | 5   | 4     | 3      | 12    |
| 2    | Suiza        | 2   | 2     | 1      | 5     |
| 3    | Países Bajos | 0   | 1     | 0      | 1     |
| 4    | Francia      | 0   | 0     | 3      | 3     |
|      | TOTAL        | 7   | 7     | 7      | 21    |